# Никонова, Ангелина Юрьевна
Ангелина Юрьевна Никонова (27 февраля 1976, Ростов-на-Дону) — российский кинорежиссёр, сценарист, продюсер.

## Творческая биография
Окончив в Ростове-на-Дону с отличием специальную школу № 36 с углубленным изучением английского языка, переехала в Нью-Йорк, где получила высшее образование в Школе изобразительных искусств на факультете Film & Video.
Дипломный короткометражный фильм «Тупик» (Isosceles, 2001) был удостоен награды на международном кинофестивале студенческих фильмов «Святая Анна» в Москве и на международном фестивале экспериментальных фильмов Cineview (Флорида, США).
Премьера полнометражного российско-американского документального фильма «Точка возврата» состоялась в 2006 году в кинотеатре «Фитиль», где фильм шёл в прокате.
Российская премьера первого художественного полнометражного фильма Никоновой «Портрет в сумерках» по совместно созданному с актрисой Ольгой Дыховичной сценарию состоялась на «Кинотавре» в 2011 году. Международная премьера фильма состоялась в рамках программы «Авторские дни» Венецианского международного кинофестиваля. Фильм был спродюсирован Никоновой самостоятельно и снят за бюджет 17 тысяч долларов США на фотоаппарат Canon EOS 5D Mark II за 29 дней . Работа собрала 18 наград на международных и российских кинофестивалях. Фильм был в кинопрокате в России и во Франции. За жёсткость и достоверность фильма коллеги кулуарно прозвали Никонову «фон Триер в юбке».
В 2014 году Никонова сняла свой второй художественный фильм, англоязычную комедию «Велкам хом», повествующую о жизни русскоязычных эмигрантов в Нью-Йорке. Сценарий был написан совместно с исполнителями главных ролей, Ольгой Дыховичной и Кареном Карагуляном. Премьера фильма состоялась на международном кинофестивале в Карловых Варах в 2015 году (хотя Никонова посчитала его «нефестивальным»). Фильм был в российском кинопрокате.
В 2016 году попробовала себя в формате телесериала, сняв под псевдонимом Вероника Самсонова романтическую четырёхсерийную комедию «Пуанты для Плюшки» (ТВ Центр), которая была номинирована на «Нику».
В 2017 году была приглашена компанией Cosmos к работе над сериалом «Победители» (НТВ), который был уже в производственном периоде. Успешно закончила сложные съёмки, в титрах упомянута вместе с режиссёром, начавшим проект.
Сценарий к третьему полнометражному фильму, американскому хоррору Nishkinata, Никонова написала сама. Съёмки проходили в штате Миссисипи, выход фильма ожидается в 2020 году.
Четвёртый фильм — мелодрама «Кто-нибудь видел мою девчонку?». Сценарий написан по книге Карины Добротворской «Сто писем к Серёже. Кто-нибудь видел мою девчонку?», продюсеры — Сабина Еремеева и Нателла Крапивина, вышел в прокат в 2021 году.
Живёт и работает в Москве. Помимо фильмов снимает рекламу, музыкальные клипы, телевизионные сериалы.

### Семья и личная жизнь
Отец — Юрий Степанович, мать — Жанна Александровна. Фамилия в девичестве — Федосеенко. Никонова, — родную фамилию по деду, — взяла в качестве псевдонима. В разводе с американским кинопродюсером Билли Дитрихом (Billy Dietrich).

## Фильмография
- «Белая лента»

- 1998 — Muscle Car, полнометражный художественный фильм (ассистент продюсера, «Бэд Лэмп Продакшнс», Нью-Йорк)
- 1999 — Childbirth in America, документальный фильм (исполнительный продюсер, «Пэтчворк Продакшнс», Нью-Йорк)
- 2000 — Dear Mother, короткометражный художественный фильм (второй режиссёр, «Пируэт Продакшнс», Нью-Йорк)
- 2001 — Isosceles («Тупик»), короткометражный художественный фильм, дипломная работа[5]
- 2002 — «Светские хроники», телесериал (второй режиссёр)
- 2002 — White Gold («Белое золото»), полнометражный художественный фильм (продюсер постпродакшна, дистрибьютер)
- 2003 — «Снежная королева», телевизионный сериал, Central Partnership (сценарист)
- 2005 — Flyover Country («Точка возврата»), документальный фильм (псевдоним Ангелина Фомина)
- 2011 — «Портрет в сумерках», полнометражный фильм (сценарист, режиссёр, продюсер, второй режиссёр, художник-постановщик)[8]
- 2012 — «Трогательная история гимнастки», рекламный ролик агентства Grey (режиссёр)
- 2013 — «История преображения Елена Ильиных», рекламный ролик агентства Grey (режиссёр)
- 2014 — музыкальный клип группы «Fruktы» на песню «Варенье» (режиссёр)
- 2015 — «Велкам хом», полнометражный художественный фильм (сценарист, режиссёр, продюсер)
- 2016 — «Пуанты для Плюшки», телесериал, телеканал ТВЦ (режиссёр, псевдоним Вероника Самсонова)
- 2017 — «Победители», телесериал, телеканал НТВ (режиссёр)
- 2018 — «4:59», пилотный выпуск веб-сериала, видеоплатформа «Старт» (режиссёр)
- 2019 — «Хэппиэнд», короткометражная комедия для благотворительного аукциона «Action 2019» (сценарист, режиссёр)
- 2020 — «Нишкината», полнометражный художественный фильм (сценарист, режиссёр)
- 2020 — «Кто-нибудь видел мою девчонку?», полнометражный художественный фильм, кинокомпания «Слон» (сценарист, режиссёр)[9]

## Награды
- 2011 — «Портрет в сумерках» — Кинотавр — за лучшую операторскую работу
- 2011 — «Портрет в сумерках» — Международный кинофестиваль в Рейкьявике[англ.] — гран-при
- 2011 — «Портрет в сумерках» — Варшавский кинофестиваль — за лучший дебют
- 2011 — «Портрет в сумерках» — Международный кинофестиваль фильмов Центральной и Восточной Европы в Коттбусе — гран-при
- 2011 — «Портрет в сумерках» — Международный кинофестиваль в Салониках — гран-при и приз «за лучший фильм» от греческих кинокритиков
- 2011 — «Портрет в сумерках» — Международный кинофестиваль в Лиссабоне — гран-при
- 2011 — «Портрет в сумерках» — Международный кинофестиваль «Восток-Запад» в Оренбурге — «за лучшую женскую роль».
- 2011 — «Портрет в сумерках» — Международный кинофестиваль в Les Arcs Festival européen des Arcs, Les Arcs (Франция) — гран-при[10]
- 2011 — «Портрет в сумерках» — Фестиваль русских фильмов в Онфлёре — лучший дебют, лучший сценарий, лучшая женская роль
- 2011 — «Портрет в сумерках» — III премия «Спутник над Польшей», Варшава (Польша)
- 2011 — «Портрет в сумерках» — Национальная премия кинокритики и кинопрессы, Москва (Россия)
- 2011 — «Портрет в сумерках» — Приз гильдии киноведов и кинокритиков России «Снято!»
- 2012 — «Портрет в сумерках» — Art Film Fest — гран-при и лучшая женская роль
- 2012 — «Портрет в сумерках» — Международный кинофестиваль женского кино в Сале[фр.] (Марокко) — лучший сценарий

### Номинации
- 2011 — «Портрет в сумерках» — Европейская киноакадемия — открытие года
- 2016 — «Пуанты для Плюшки» — Кинематографическая академия «Ника» — лучший дневной телевизионный сериал